# Sasebo
Sasebo (佐世保市, Sasebo-shi) is een stad in de prefectuur  Nagasaki, Japan. De stad telde in 2018 ca. 250.000 inwoners.
In Sasebo bevindt zich sinds 1992 het themapark Huis ten Bosch met een getrouwe replica van een denkbeeldige Nederlands stad, op ware schaal, met gebouwen, kerken (de Dom van Utrecht), molens, tulpenvelden enz.

## Geschiedenis
De stad werd op 1 april 1902 gesticht. Op 1 april 2001 verkreeg Sasebo het statuut van speciale stad.

## Partnersteden
- Albuquerque (Verenigde Staten), sinds 1966[bron?]
- Coffs Harbour (Australië)
- Xiamen (China), sinds 1983[bron?]
- Kokonoe (Japan)

Steden:
Goto · Hirado · Iki · Isahaya · Matsuura · Minamishimabara · Nagasaki (hoofdstad) · Omura · Saikai · Sasebo · Shimabara · Tsushima · Unzen

Districten:
Nishisonogi · Kitamatsuura · Minamimatsura · Higashisonogi

Gemeenten per district
Akashi · Atsugi · Chigasaki · Fuji · Fukui · Hachinohe · Hirakata · Hiratsuka · Ibaraki · Ichinomiya · Isesaki · Joetsu · Kakogawa · Kasugai · Kasukabe · Kawaguchi · Kishiwada · Kofu · Koshigaya · Kumagaya · Kure · Matsue · Matsumoto · Mito · Nagaoka · Neyagawa · Numazu · Odawara · Ōta · Sasebo · Sōka · Suita · Takarazuka · Tokorozawa · Tottori · Tsukuba · Yamagata · Yamato · Yao · Yokkaichi